# Sasalak Haiprakhon
Sasalak Haiprakhon (tiếng Thái: ศศลักษณ์ ไหประโคน, sinh ngày 8 tháng 1 năm 1996), hoặc còn được biết với tên đơn giản Pee (tiếng Thái: พี), là một cầu thủ bóng đá người Thái Lan thi đấu ở vị trí tiền vệ chạy cánh cho câu lạc bộ Giải bóng đá Ngoại hạng Thái Lan Buriram United.

## Sự nghiệp quốc tế
Năm 2017, anh giành chức vô địch với U-23 Thái Lan tại Dubai Cup ở Các Tiểu vương quốc Ả Rập Thống nhất.
Vào tháng 8 năm 2017, anh đoạt chức vô địch tại Bóng đá tại Đại hội Thể thao Đông Nam Á 2017 với U-23 Thái Lan. Anh có tên trong đội hình của Milovan Rajevac thi đấu Giao hữu trước Trung Quốc vào tháng 6 năm 2018.

## Bàn thắng quốc tế

### U-23
| Sasalak Haiprakhon – bàn thắng cho U-23 Thái Lan | Sasalak Haiprakhon – bàn thắng cho U-23 Thái Lan | Sasalak Haiprakhon – bàn thắng cho U-23 Thái Lan | Sasalak Haiprakhon – bàn thắng cho U-23 Thái Lan | Sasalak Haiprakhon – bàn thắng cho U-23 Thái Lan | Sasalak Haiprakhon – bàn thắng cho U-23 Thái Lan | Sasalak Haiprakhon – bàn thắng cho U-23 Thái Lan | Sasalak Haiprakhon – bàn thắng cho U-23 Thái Lan |
| #                                                | Ngày                                             | Địa điểm                                         | Đối thủ                                          | Tỉ số                                            | Kết quả                                          | Giải đấu                                         |                                                  |
| ------------------------------------------------ | ------------------------------------------------ | ------------------------------------------------ | ------------------------------------------------ | ------------------------------------------------ | ------------------------------------------------ | ------------------------------------------------ | ------------------------------------------------ |
| 1.                                               | 23 tháng 3 năm 2017                              | Dubai, UAE                                       | Malaysia                                         | 2–0                                              | 4–0                                              | 2017 Dubai Cup                                   |                                                  |

### U21
| Sasalak Haiprakhon – bàn thắng cho Thái Lan U21 | Sasalak Haiprakhon – bàn thắng cho Thái Lan U21 | Sasalak Haiprakhon – bàn thắng cho Thái Lan U21 | Sasalak Haiprakhon – bàn thắng cho Thái Lan U21 | Sasalak Haiprakhon – bàn thắng cho Thái Lan U21 | Sasalak Haiprakhon – bàn thắng cho Thái Lan U21 | Sasalak Haiprakhon – bàn thắng cho Thái Lan U21 | Sasalak Haiprakhon – bàn thắng cho Thái Lan U21 |
| #                                               | Ngày                                            | Địa điểm                                        | Đối thủ                                         | Tỉ số                                           | Kết quả                                         | Giải đấu                                        |                                                 |
| ----------------------------------------------- | ----------------------------------------------- | ----------------------------------------------- | ----------------------------------------------- | ----------------------------------------------- | ----------------------------------------------- | ----------------------------------------------- | ----------------------------------------------- |
| 1.                                              | 25 tháng 12 năm 2016                            | Thành phố Hồ Chí Minh, Việt Nam                 | Việt Nam                                        | 2–1                                             | 3–1                                             | Giải bóng đá U21 Quốc tế báo Thanh niên 2016    |                                                 |

## Danh hiệu

### Câu lạc bộ
Buriram United
- Giải bóng đá Ngoại hạng Thái Lan (1): 2017

Jeonbuk Hyundai Motors
- K League 1: 2021

### Quốc tế
U-23 Thái Lan
- Sea Games  Huy chương Vàng (1); 2017
- Dubai Cup (1):  2017